# Soufflerie
 (mai 2025).

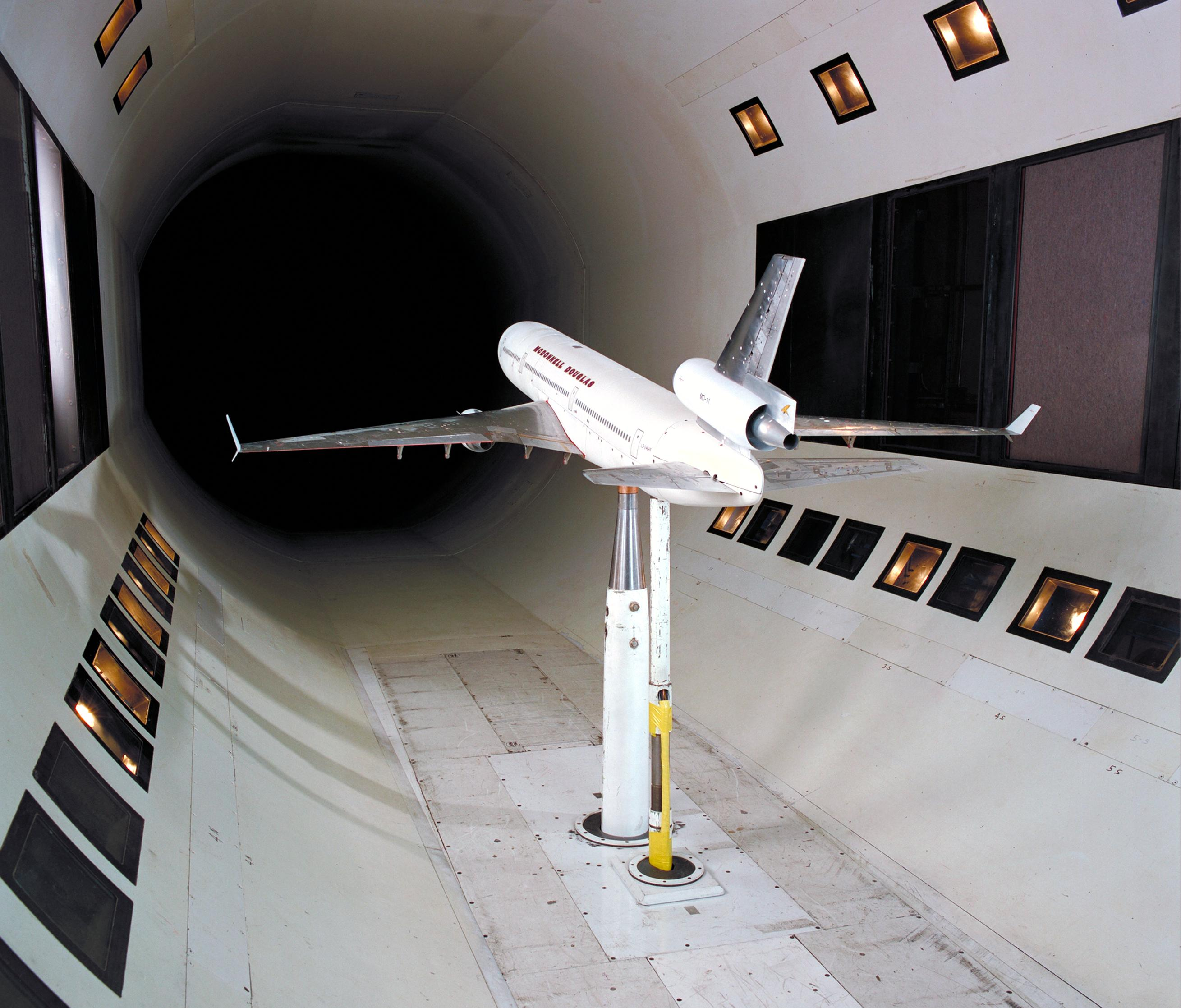
Soufflerie à veine fermée circulaire.

Une soufflerie est une installation d'essais utilisée en aérodynamique pour étudier les effets d'un écoulement d'air sur un corps, généralement un modèle de dimension réduite par rapport au réel. On peut effectuer dans une soufflerie des mesures, par exemple d'efforts, et des visualisations d'écoulement le plus souvent impossibles à faire dans les conditions réelles de déplacement. Il existe plusieurs centaines de souffleries dans le monde, dont le plus grand nombre sont aux États-Unis.
Une soufflerie désigne aussi un simulateur de chute libre. Dans ce cas l'écoulement d'air est dirigé vers le haut.

## Historique

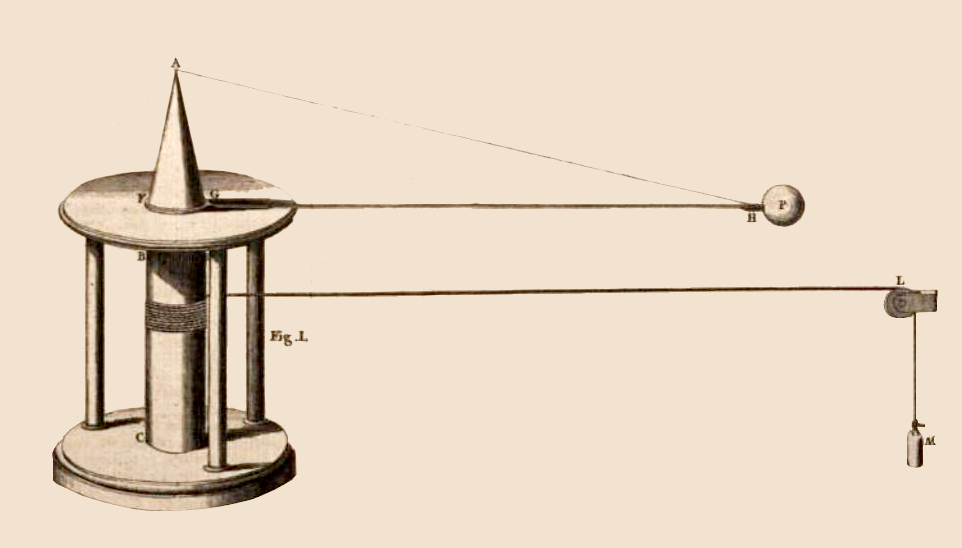
Le manège aérodynamique de Robins.

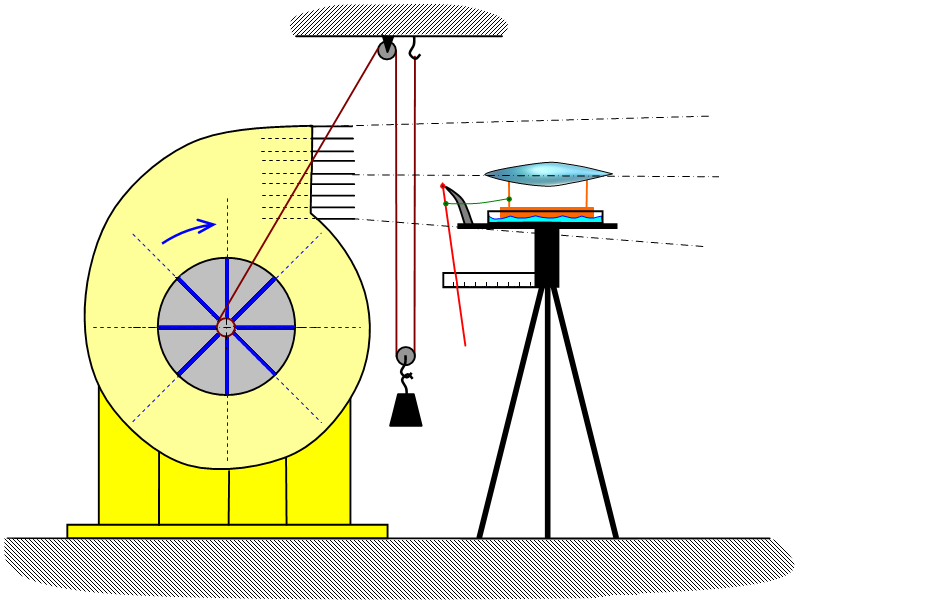
La soufflerie de Tsiolkovski.

Balance aérodynamique (ou moulinet) du Colonel Renard

Les premières expériences visant à observer les effets de l'écoulement de l'air sur des corps ont été faites soit par chute libre (par Isaac Newton et Desaguliers), soit avec des manèges, notamment par Benjamin Robins avant 1742 (image de droite) ou George Cayley vers 1800, le corps étant supporté par un bras tournant. Cette deuxième méthode ayant l'inconvénient d'introduire des effets centrifuges et de faire évoluer le corps dans son propre sillage aérodynamique (animation de gauche), l'idée est venue de créer un mouvement d'air sur un corps immobile. La première soufflerie a été inventée et réalisée en Angleterre par Francis Herbert Wenham et John Browning en 1871. Puis vint la soufflerie d'Horatio Phillips en 1884 (voir cette image).
Constantin Tsiolkovski construisit et expérimenta la première soufflerie russe en 1897 (image ci-contre).

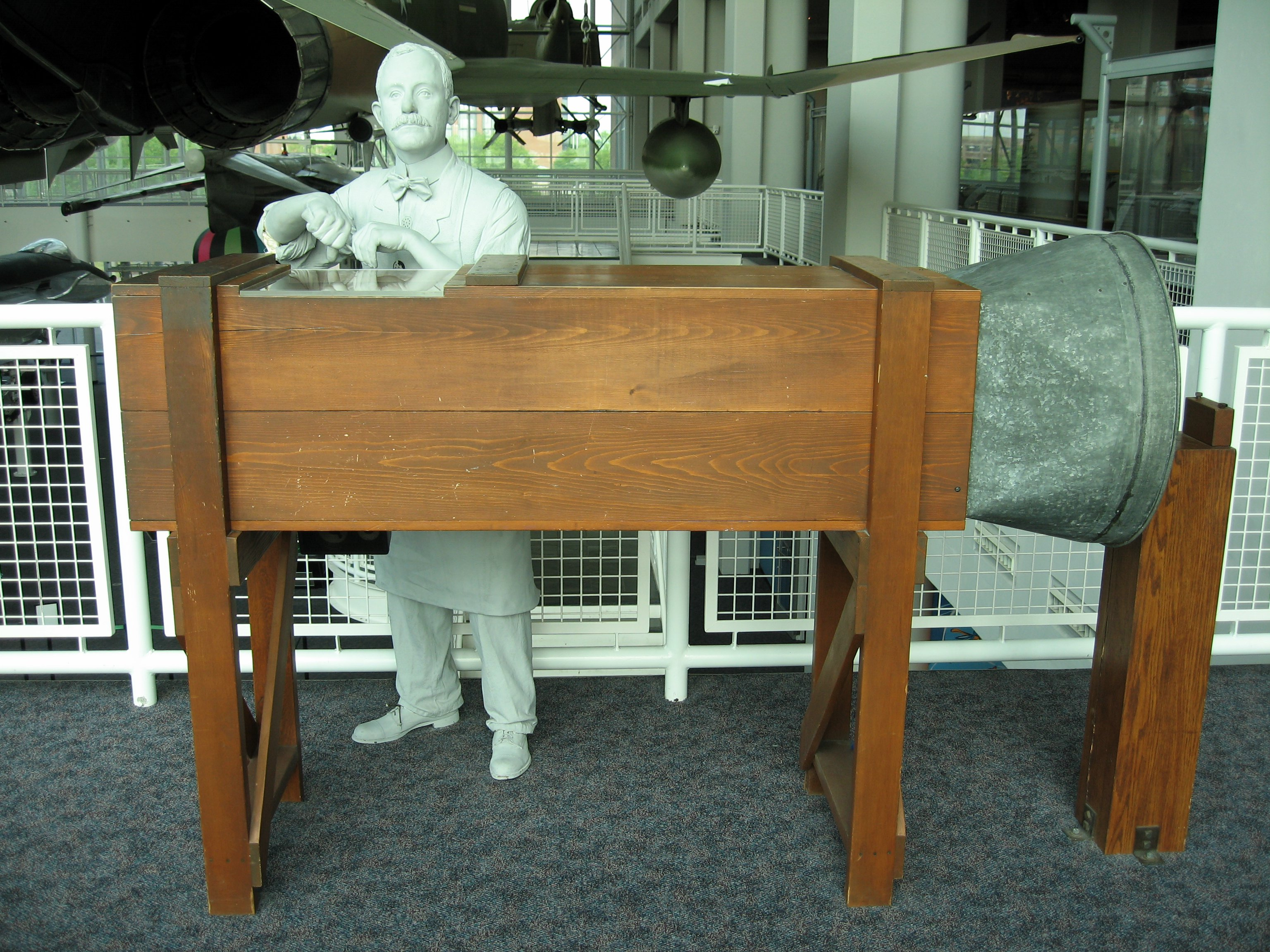
La soufflerie des frères Wright.

Les Frères Wright, cherchant à analyser et améliorer les performances de leurs planeurs, ont également fabriqué une petite soufflerie en 1901, laquelle leur a permis de déterminer la vrai valeur du fameux (à l'époque) coefficient de Smeaton quantifiant l'action du vent sur les plaques, donc sur les ailes.
Après celle de Charles Renard à l’Établissement Militaire de Chalais-Meudon dont il était le directeur (voir cette image) , ,, la première soufflerie française fut celle de Gustave Eiffel dans son laboratoire aérodynamique édifié sur le Champ-de-Mars (Paris) en 1909. Eiffel dû quitter le Champ de Mars en 1911 aussi créa-t-il une nouvelle soufflerie plus grande dans le Quartier d'Auteuil (cette soufflerie est toujours active) (image ci-contre). La première soufflerie à circuit fermé est celle de Ludwig Prandtl au Centre de Recherche Aérodynamique de Göttingen en 1909. 
Avec le développement de l'aéronautique militaire à partir de 1910, et suivant la première guerre mondiale, les grandes nations ont construit des souffleries de plus en plus grandes; celle de Chalais-Meudon était la plus grande en 1929 :

1923 : soufflerie à densité variable (en) de Langley Field du NACA.
1931 : soufflerie pour modèle à l'échelle 1 (dite full scale) à Langley Field du NACA.
1936 : première soufflerie supersonique à Peenemünde (entrée en service en 1939).
1936 : soufflerie de Banlève inaugurée en 1937 pour tester les avions de l'armée de l'air française.
1944 : soufflerie de 12 × 24 m à Moffet Field au centre Ames du NACA.

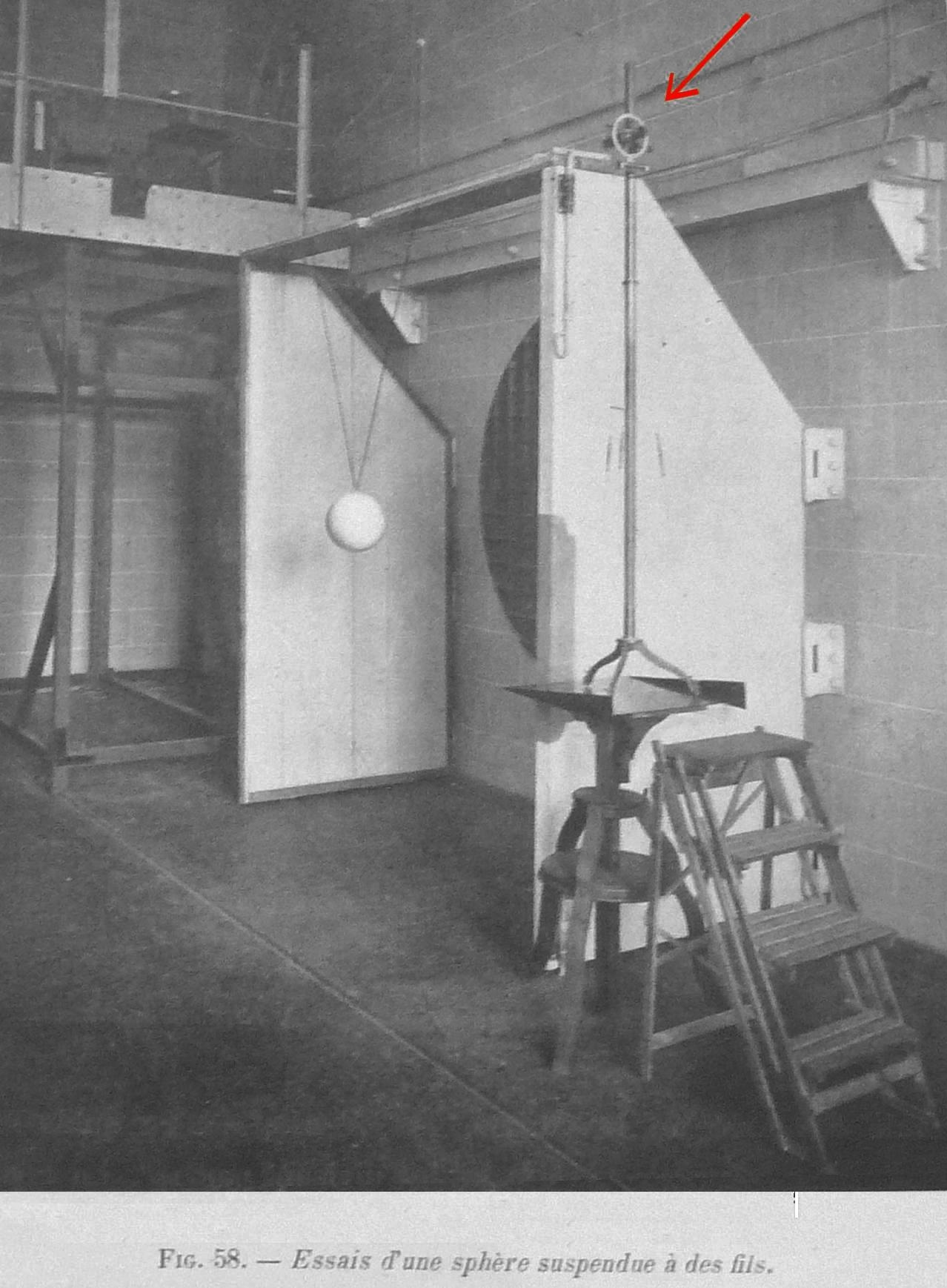
Mesure du Cx de la sphère par Eiffel.
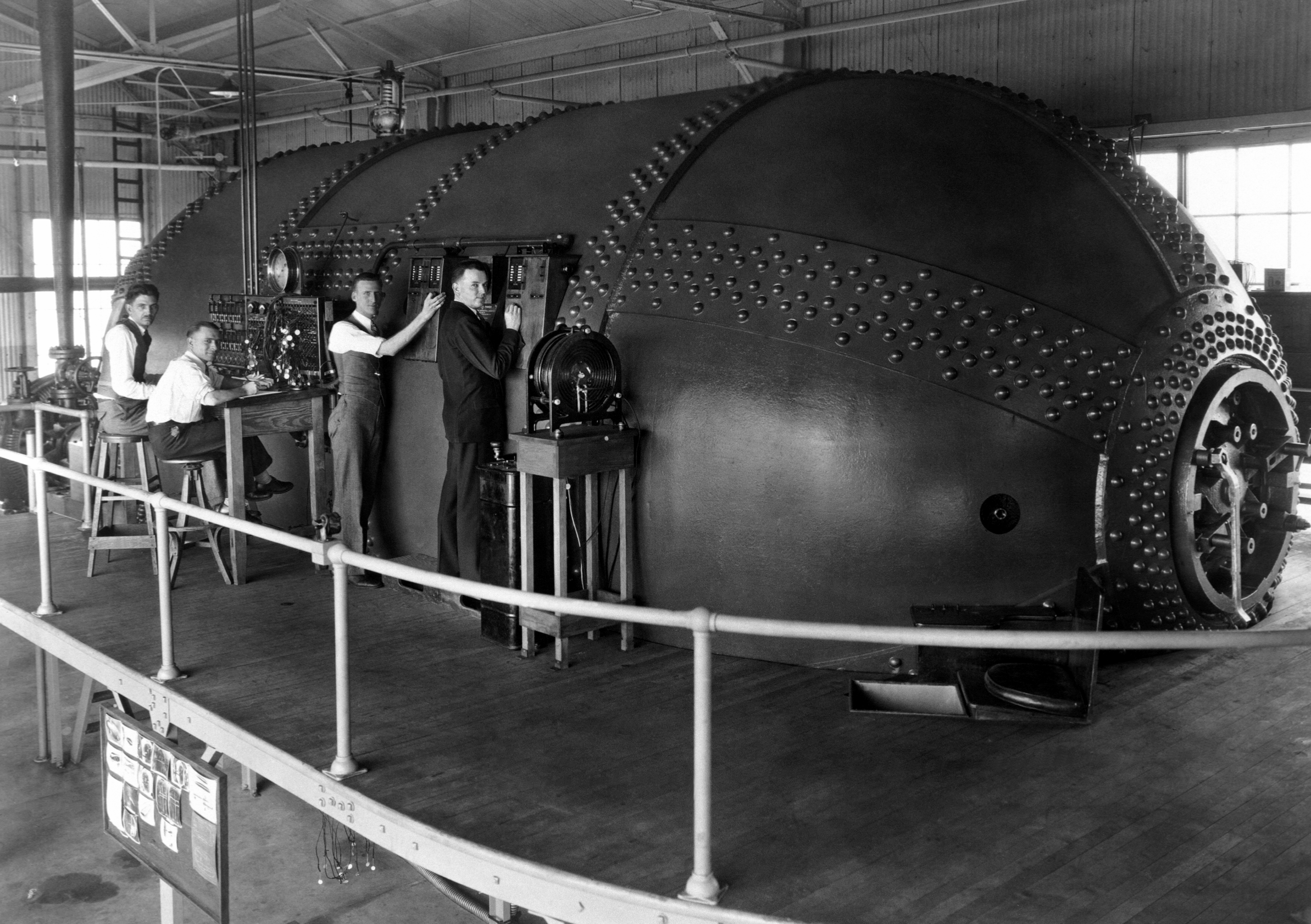
Soufflerie à densité variable.
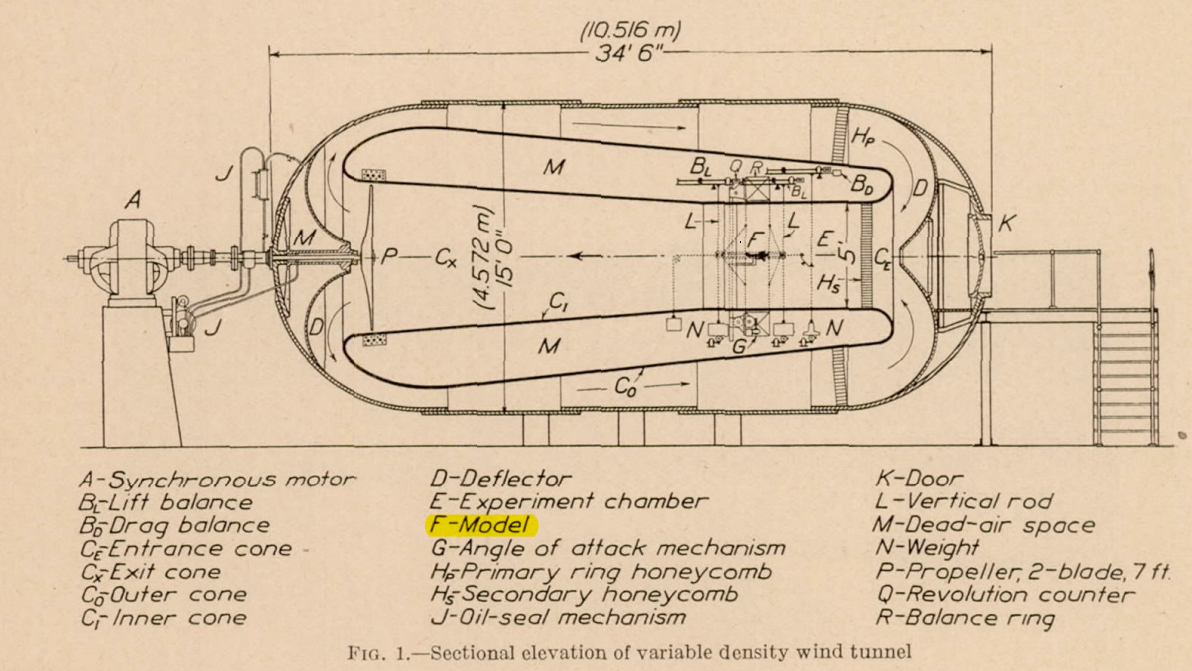
Schéma de la soufflerie à densité variable et de son système de mesures.
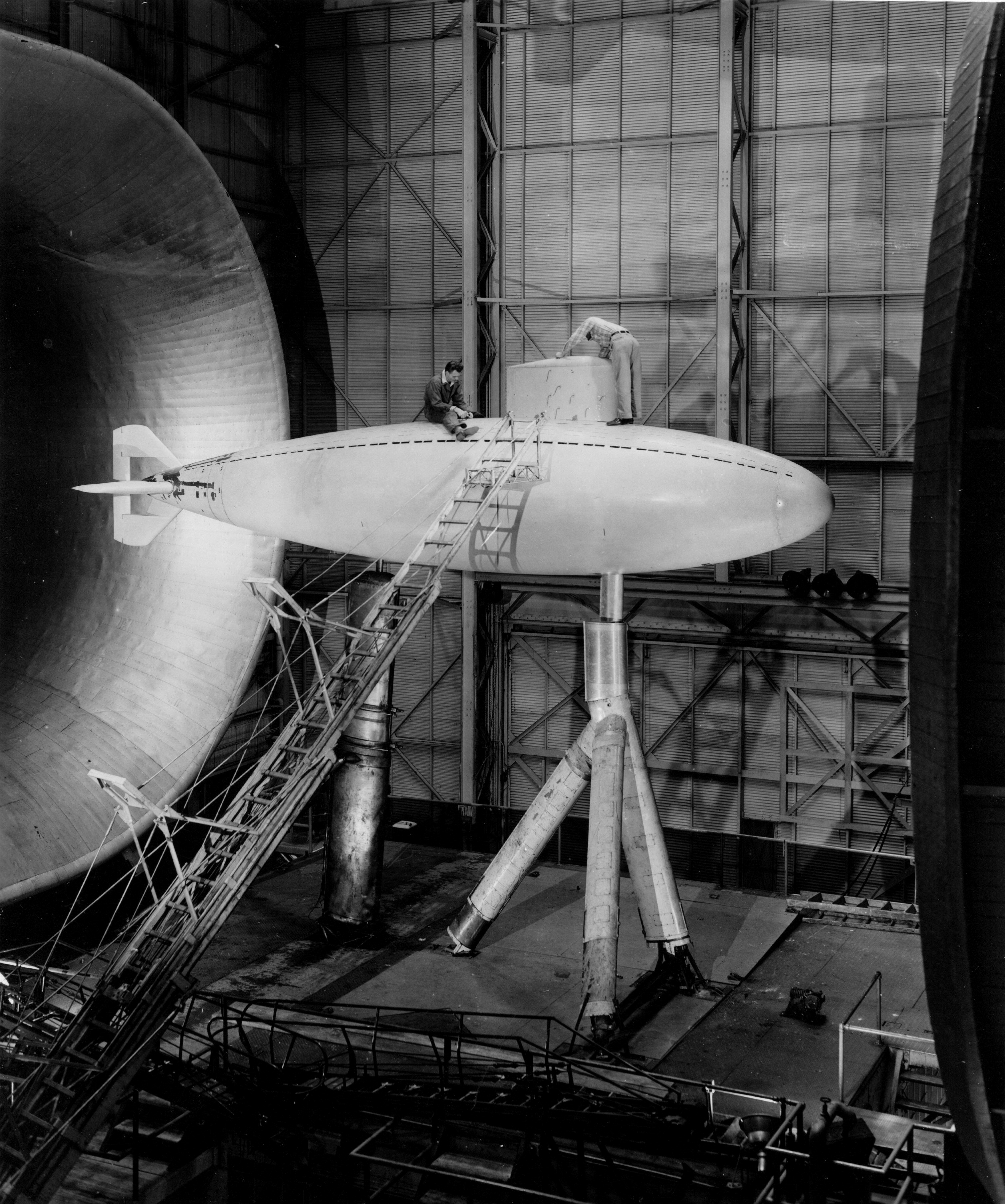
Soufflerie full scale de Langley (aujourd'hui détruite).

## Configuration générale

Schéma d'une soufflerie à circuit ouvert et veine fermée.

Une soufflerie se compose d'un circuit aérodynamique comportant une veine d'essais. Le circuit d'air peut être ouvert ou fermé :
- souffleries de « type Eiffel », à circuit ouvert :
  - soufflerie de Gustave Eiffel construite en 1912 rue Boileau à Auteuil, qui est toujours en exploitation[8]) ,
  - soufflerie de Banlève à l'institut de mécanique des fluides de Toulouse ;
- souffleries à retour, en circuit fermé :
  - S1MA de l'ONERA à Modane-Avrieux en Savoie.

La veine d'essais peut être ouverte, ou « libre » comme dans les souffleries Eiffel, guidée (par exemple par un plancher pour tester des automobiles), ou fermée. Dans la plupart des souffleries à retour, la veine d'essais est fermée, ce qui permet de contrôler (et de modifier) la température et la pression de l'air.
Le flux d'air est généralement aspiré et non soufflé sur le modèle, le ventilateur (ou compresseur) étant disposé en aval de la veine d'essais.

## Éléments du circuit

Schéma d'une soufflerie à retour; la veine d'essais est ouverte.

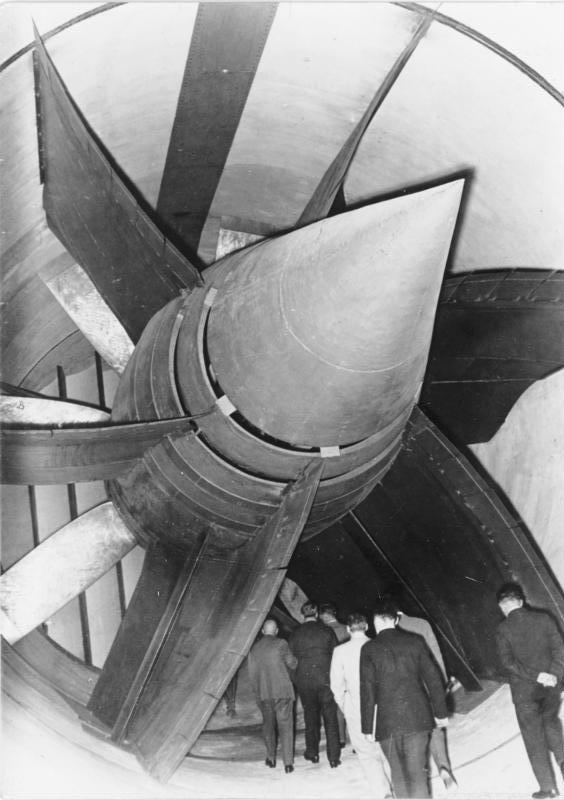
Soufflerie allemande, 1935. Rotor, diamètre : 8,50 m.

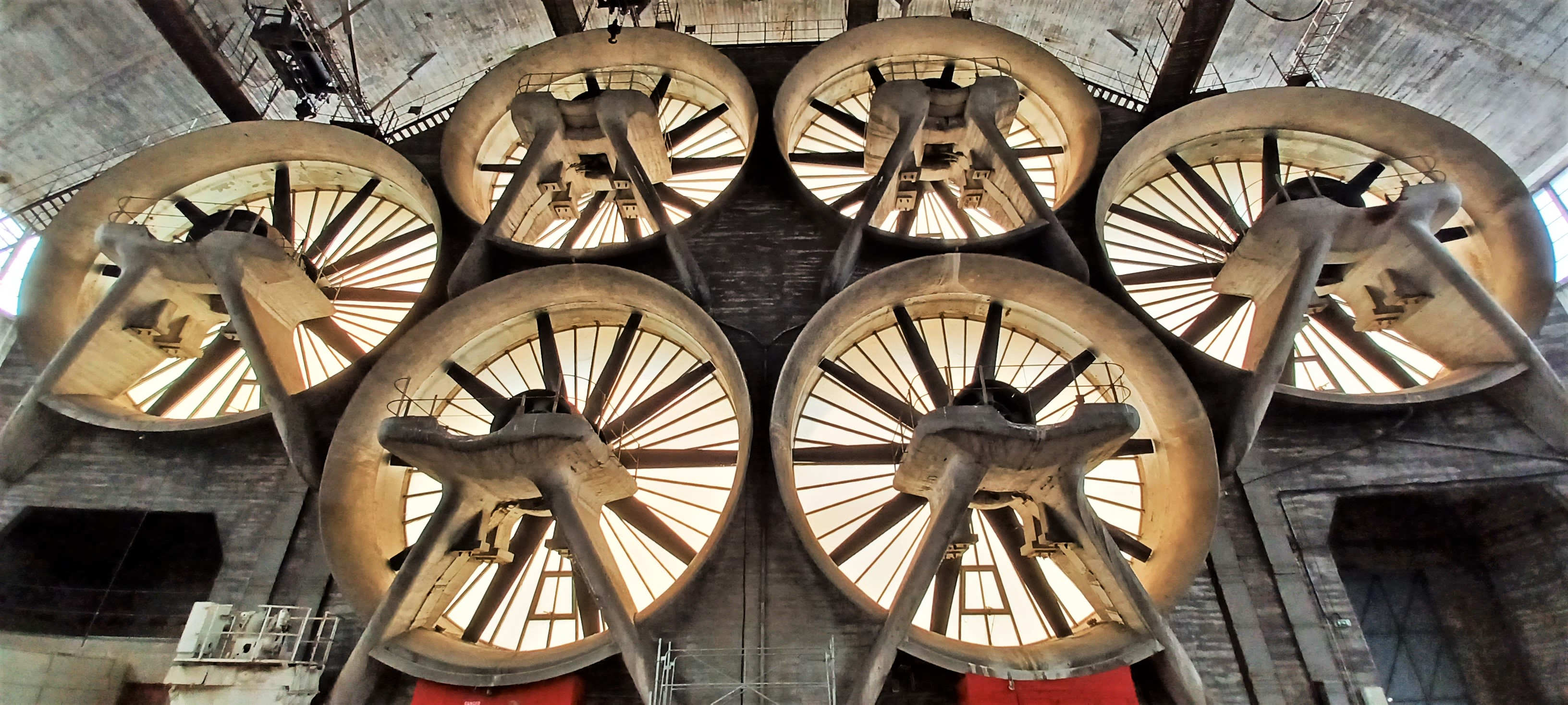
6 ventilateurs, diamètre 8,70 m absorbant une puissance de 6 000 CV, soufflerie S1 de Chalais-Meudon, 1935.

- Arrivée d'air ou collecteur, prenant l'air soit à l'extérieur, soit dans un bâtiment, ou bien l'air revenant de la veine d'essais (circuit à retour).
- Chambre de tranquilisation de grandes dimensions, comprenant un filtre à alvéoles de type nid d'abeille pour redresser les filets d'air et des grillages très fins pour réduire la turbulence.
- Tuyère convergente servant à accélérer l'air vers la veine d'essais. Le taux de contraction peut dépasser 10.
- Veine d'essais avec les équipements de mesure. La section de la veine est le plus souvent rectangulaire ou polygonale (rectangulaire avec des panneaux à 45° dans les angles), quelquefois circulaire ou elliptique.
- Diffuseur ou divergent. L'air y est progressivement ralenti en élargissant la section avec une conicité faible (environ 2° pour chaque paroi).
- Ventilateur ou compresseur. La section de la veine est circulaire au niveau des pales. Les plus grandes souffleries de type ouvert (Chalais-Meudon et Moffet Field) présentent plusieurs rangées de ventilateurs disposés dans un veine rectangulaire ou elliptique.
- Sortie d'air (soit à l'extérieur, soit dans un local), ou bien continuité du circuit (circuit à retour). Dans ce cas, le circuit présente généralement quatre coudes à 90° équipés de déflecteurs (guide vanes). Les souffleries dites ouvertes placées dans un bâtiment fermé peuvent être vues comme des souffleries à retour, le retour se faisant à l'intérieur du bâtiment.

## Support du modèle
- Avions : pied central (trois axes), pieds latéraux (tangage), dard arrière (tangage, roulis).
- Véhicules : sol fixe avec aspiration de la couche limite ou sol défilant à la vitesse du véhicule.
- Bâtiments/ouvrages d'art : balance six axes.
- Plateau tournant pour modifier l'azimut (l'angle de lacet).

## Exemples d'équipements de mesure
- Balance six composantes.
- Anémomètres (laser Doppler anémométrie, anémométrie par fil chaud…).
- Tubes de Pitot.
- Traitement acoustique de la veine d'essais pour effectuer des mesures de bruit.
- Caméra, laser et système d'ensemencement de particules pour effectuer des mesures particle image velocimetry (en) (PIV).
- Strioscopie.

## Conditions de similitude
Dans le cas d'un mobile (avion, véhicule), on considère que l'effet de l'air en mouvement sur le modèle à l'arrêt est le même que sur le modèle en mouvement dans une masse d'air fixe. Pour avoir des résultats d'essais valables à échelle réduite, il faut suivre la loi de similitude qui demande de conserver le nombre de Reynolds traduisant le rapport entre les forces d'inertie et de viscosité de l'air.
Nombre de Reynolds : {\displaystyle \mathrm {Re} ={\frac {VL\rho }{\mu }}}
V : vitesse de l'air, L : longueur du corps (la corde du profil pour une aile)
{\displaystyle \rho } : masse volumique de l'air, {\displaystyle \mu } : viscosité dynamique.
Compte tenu des dimensions des avions les plus grands (gros porteurs), on doit obtenir en soufflerie des nombres de Reynolds très  élevés ; pour cela, on peut jouer sur V, L et {\displaystyle \rho }. Pour L et V, on doit augmenter la taille du modèle et la vitesse de l'air : cela conduit à des souffleries plus grandes et des motorisations plus puissantes. On peut aussi augmenter rho (la masse volumique de l'air) en augmentant la pression d'air dans la soufflerie (soufflerie pressurisée) ou en diminuant la température de l'air (soufflerie cryogénique), ou les deux.
L'air étant compressible, il faut aussi respecter le nombre de Mach dans le cas des grandes vitesses. La plupart des avions de ligne (à réaction) volent à plus de Ma 0,8.

## Types de souffleries aérodynamiques
En fonction des besoins de vitesse et de Reynolds, les caractéristiques physiques de l'écoulement peuvent être modifiées :
- soufflerie classique, atmosphérique ;
- soufflerie à fumées permettant de visualiser les lignes de courant d'un écoulement ;
- soufflerie pressurisée (quatre à dix bars ou plus) ; le nombre de Reynolds augmente avec la masse volumique de l'air ;
- soufflerie cryogénique ;
- soufflerie dite à rafale, caractérisée par un temps de fonctionnement limité (de l'ordre de la minute) ;
- soufflerie à arc, caractérisée par un temps de fonctionnement très court (quelques secondes) permettant de simuler des conditions extrêmes telles que l'échauffement causé par une rentrée dans l'atmosphère.

## Souffleries existantes

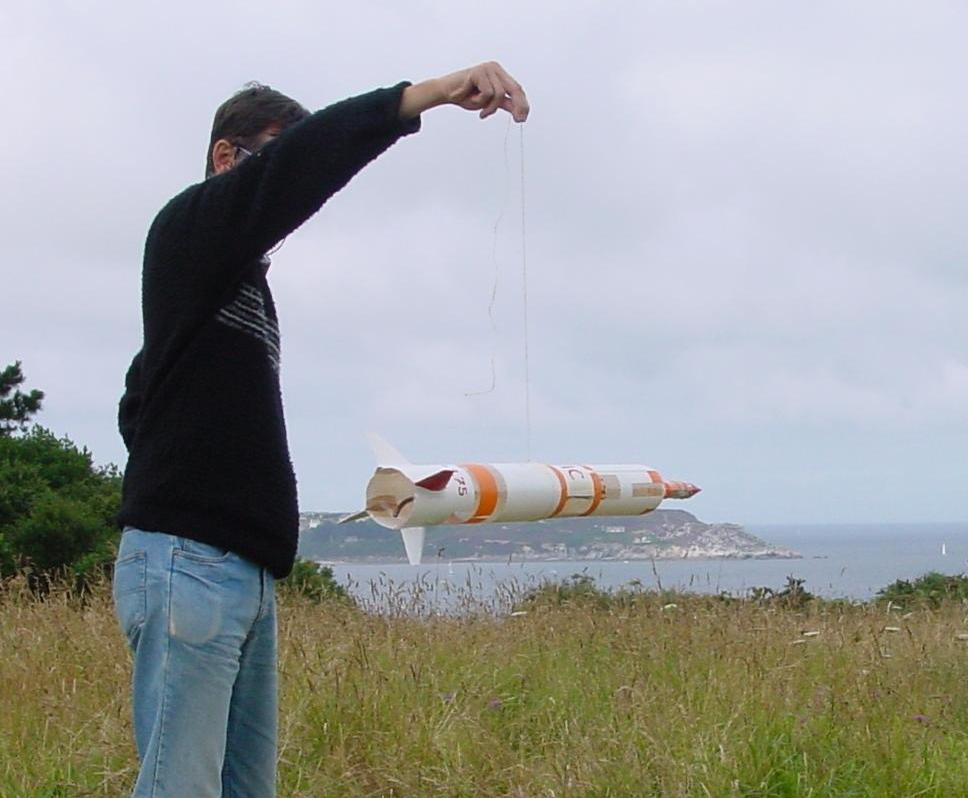
Essais éoliens de la stabilité d'une grande fusée à eau.

### Souffleries éoliennes
Rien ne s'oppose à ce que des enseignements soient tirés de la mise en place de modèles dans un courant d'air dû au vent météo. L'image ci-contre montre l'utilisation du vent pour la détermination du Centre Latéral de Portance d'une grande fusée à eau. Beaucoup de phénomènes peuvent être révélés par des essais éoliens (voir par exemple cette vidéo montrant qu'une calotte sphérique placée face au vent ne se retourne pas pour adopter l'attitude d'un parachute. Un soufflerie éolienne n'est pas à proprement parler une soufflerie, mais des installations fixes (portiques, etc.) faciliteront son usage. Clément Ader avait ainsi testé le fonctionnement de son premier projet d'avion en plume. Plus tard, Pierre Lissarrague , a testé ainsi dans le vent une demi voilure grandeur nature de l'Avion III.

### Souffleries d'étude
Modèles simples à visée éducative, généralement à circuit ouvert. Dimension de la veine de l'ordre de 60 × 60 cm. Les moins puissantes ont une puissance de quelques kilowatts, ce qui permet de mettre en mouvement une veine fluide de quelques décimètres carrés de section dans un environnement très peu sonore.
Ci-contre à droite, la vidéo montre le comportement très contre intuitif du cône de rétreint
À gauche, la vidéo montre le gonflement très contre intuitif du cône de film plastique contre le vent. Cette expérience prouve que la pression au point d'arrêt est la plus forte pression qui peut exister sur un corps placé dans le vent.

Allée de tourbillons de Bénard-Karman.

### Souffleries à fumées
Les souffleries à fumées peuvent être classées parmi les souffleries d'études. Elles travaillent dans la plupart des cas à des nombres de Reynolds assez faibles mais permettent pourtant la visualisation de certains phénomènes particuliers (comme ci-contre les allées de tourbillons de Bénard-Karman dans la soufflerie Marey d'AÉRODYNE),.

### Souffleries universitaires
Veines de 1 à 5 m2 de section, vitesse de l'ordre de 40 à 60 m/s, permettent des essais de modèles de planeurs et d'avions à basse vitesse (moins de 200 km/h). Exemples, la soufflerie S4 de l'ISAE, ou celle de l'université d'Orléans.
Veines de 5 à 8 m2 de section, vitesse de l'ordre de 50 à 100 m/s, permettent des essais de modèles d'avions plus grands, à vitesse plus élevée. Exemple typique, la soufflerie américaine Texas University de 7 × 10 ft (6,32 m2).

### Souffleries subsoniques
Ces souffleries ont une vitesse d'air jusqu'à 100 m/s (360 km/h ou Ma 0,3). On peut y tester les véhicules routiers et les avions en phase de décollage ou d'atterrissage. Exemples, souffleries F1 (pressurisée) et F2 de l'Office national d'études et de recherches aérospatiales, souffleries atmosphériques et climatiques du Centre scientifique et technique du bâtiment (CSTB).

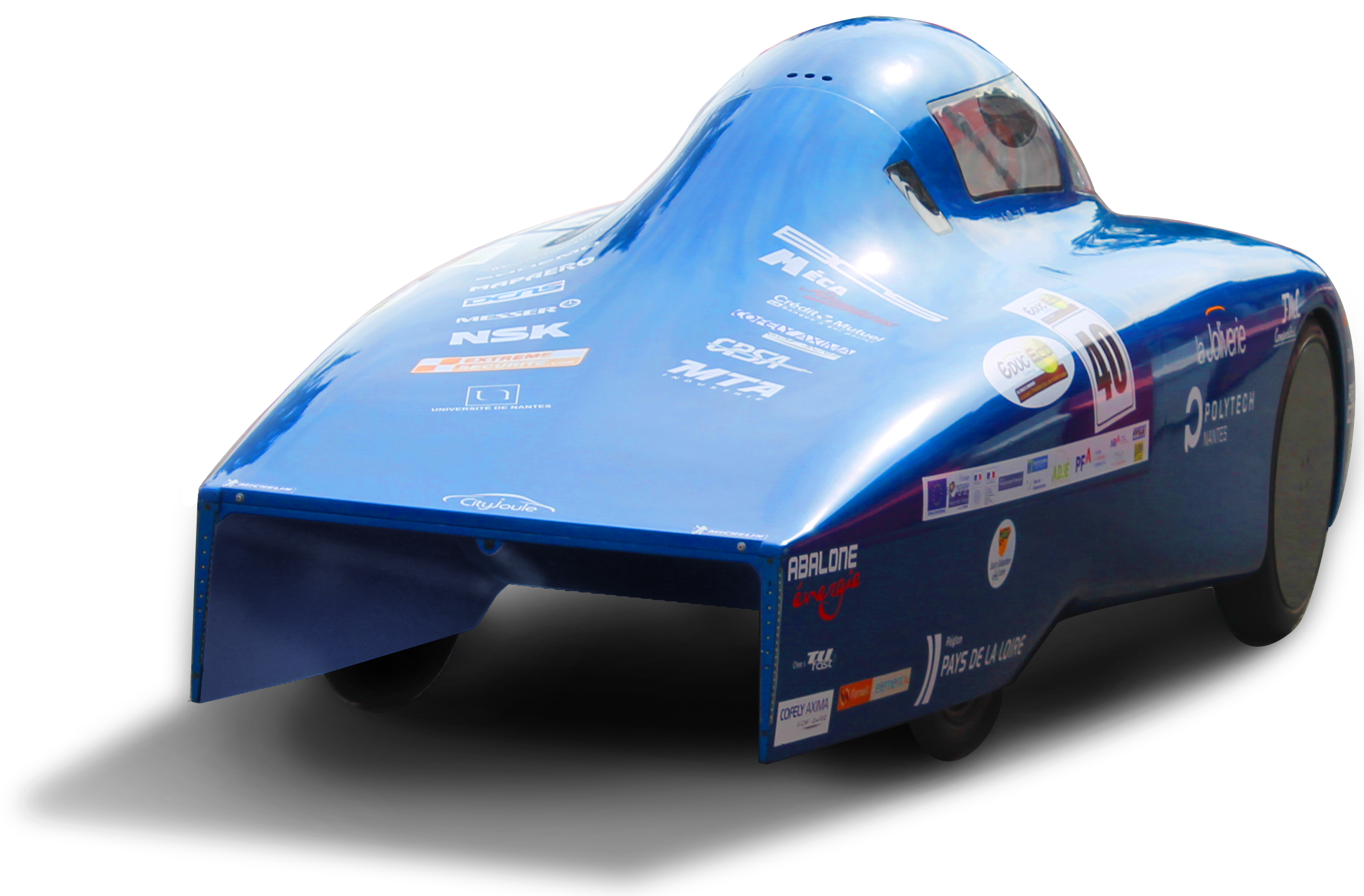
La voiture Cityjoule qui fut testée dans la soufflerie du CSTB

On pense d'abord à l'aéronautique lorsqu'on évoque les souffleries mais bien d'autres applications de transport y ont recours. Les véhicules routiers ou sur rail sont passés en soufflerie pour diverses raisons : diminution de la résistance à l'avancement (et économies d'énergie correspondantes) par le profilage de la carrosserie (Cf. la Citroën CX dont le nom commercial renvoie à un coefficient fondamental de traînée aérodynamique), mais aussi forces d'appui au sol, certaines voitures de course ou de record pouvant échapper à tout contrôle et même décoller à très haute vitesse . L'appui aérodynamique permet notamment d'augmenter la vitesse de passage en courbe des voitures de Formule 1. Les carénages de motos de course ont été aussi étudiés en soufflerie subsonique, la firme pionnière en la matière étant Moto-Guzzi (très active en course des années 20 à la fin des années 50), qui fit construire sa propre soufflerie (Galleria del vento en italien) pour tester les carénages intégraux (plaisamment dénommés Flying Dustbins -poubelles volantes- par les pilotes britanniques) Très efficaces ces carénages furent cependant bannis par l'autorité sportive au début des années 60.
Le sport de la voile a aussi fait usage de la soufflerie : dès les années 1930, le régatier germano-américain Manfred Curry essaie des modèles de voiles dans la soufflerie de l' avionneur Junkers à Dessau et trace les premières courbes polaires du rendement des voiles en fonction de leur forme (houari ou Marconi), de leur creux et de leur angle d'incidence par rapport au vent apparent (réglage de l'écoute) ; il testera aussi des dispositifs novateurs (voiles épaisses et mâts-ailes).

### Très grandes souffleries
La plus grande soufflerie subsonique à retour est celle de l'ONERA à Modane (plus de 120 m de circuit, veine d'expérience de 8 m de diamètre), mise en service en 1952. Très puissante (88 MW), on peut y tester des modèles de 4 m d'envergure, à plus de 300 m/s. La soufflerie subsonique en circuit ouvert la plus grande est celle de du NASA Ames Research Center ; elle a une section de test ouverte de 80 × 120 ft soit 24 × 36 m, près de 900 m2 ; elle dispose de six ventilateurs d'une puissance totale de 100 MW (135 000 ch).

### Souffleries transsoniques
Elles ont une vitesse d'air allant de Ma 0,5 à Ma 1,3, permettant de tester les avions à réaction de transport civil volant généralement autour de Ma 0,80-0,85. La soufflerie transsonique cryogénique Européenne ETW « European Transonic Wind Tunnel (en) » est établie à Cologne, en Allemagne. La combinaison de la pression (jusqu'à 4,5 bar) et de la température très basse (jusqu'à −160 °C) permet d'obtenir un nombre de Reynolds équivalent à celui des plus grands avions de ligne (Re 80 M pour l'aile de l'A380). La puissance installée est de 50 MW (68 000 ch).

### Souffleries supersoniques
Fonctionnant de Ma 1,5 à 5, elles permettent de tester les avions de combat et les missiles. Exemples, la soufflerie Onera S2 MA, la soufflerie EDITH de la plateforme FAST située au laboratoire ICARE, du CNRS, Orléans.

### Souffleries hypersoniques
Les souffleries à rafales, soufflant un air stocké sous haute pression dans des cuves, permettent d'atteindre de très grandes vitesses, jusqu'à 25 Mach pour tester les véhicules hypersoniques et la rentrée dans l'atmosphère. Exemples, les souffleries Onera S3 (Mach 5,5) et S4 (Mach 12) et F4. La soufflerie à fonctionnement continu MARHy de la plateforme FAST localisée au laboratoire ICARE (Orléans) permet de simuler des écoulements raréfiés Mach 20.

### Souffleries supersonique haute enthalpie
Souffleries destinées à la simulation de  certaines conditions de la phase à haute enthalpie des rentrées atmosphériques. Elles permettent de tester la tenue thermique des matériaux utilisés pour la protection thermique des engins spatiaux. Ex:la soufflerie supersonique, haute enthalpie à fonctionnement continu PHEDRA de la plateforme FAST localisée au laboratoire ICARE (Orléans).

### Souffleries sportives

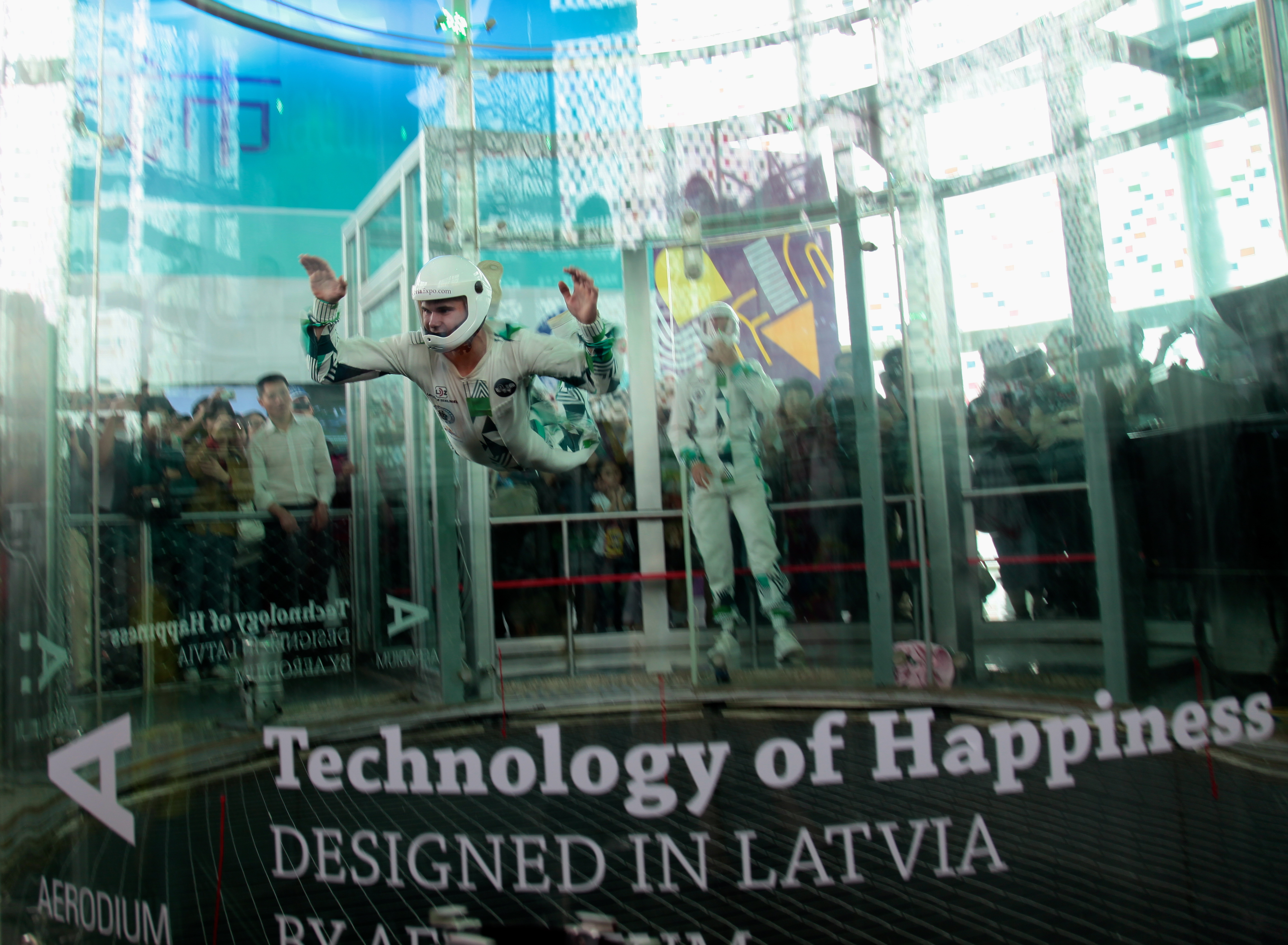
Exemple de chute libre indoor.

Reproduisant les conditions d'un corps en chute libre, elles ont été initialement conçues pour l'entrainement des parachutistes. Également appelée simulateur de vol en chute libre, la soufflerie est progressivement devenue un sport à part entière, chapeauté en France par la Fédération française de parachutisme qui œuvre actuellement pour qu'elle devienne sport olympique à partir de 2024. Les pratiquants de plus en plus nombreux ne sont plus forcément parachutistes. La soufflerie sportive dispose maintenant d'équipes nationales et de ses propres compétitions. Cette activité est devenue un loisir.

## Applications

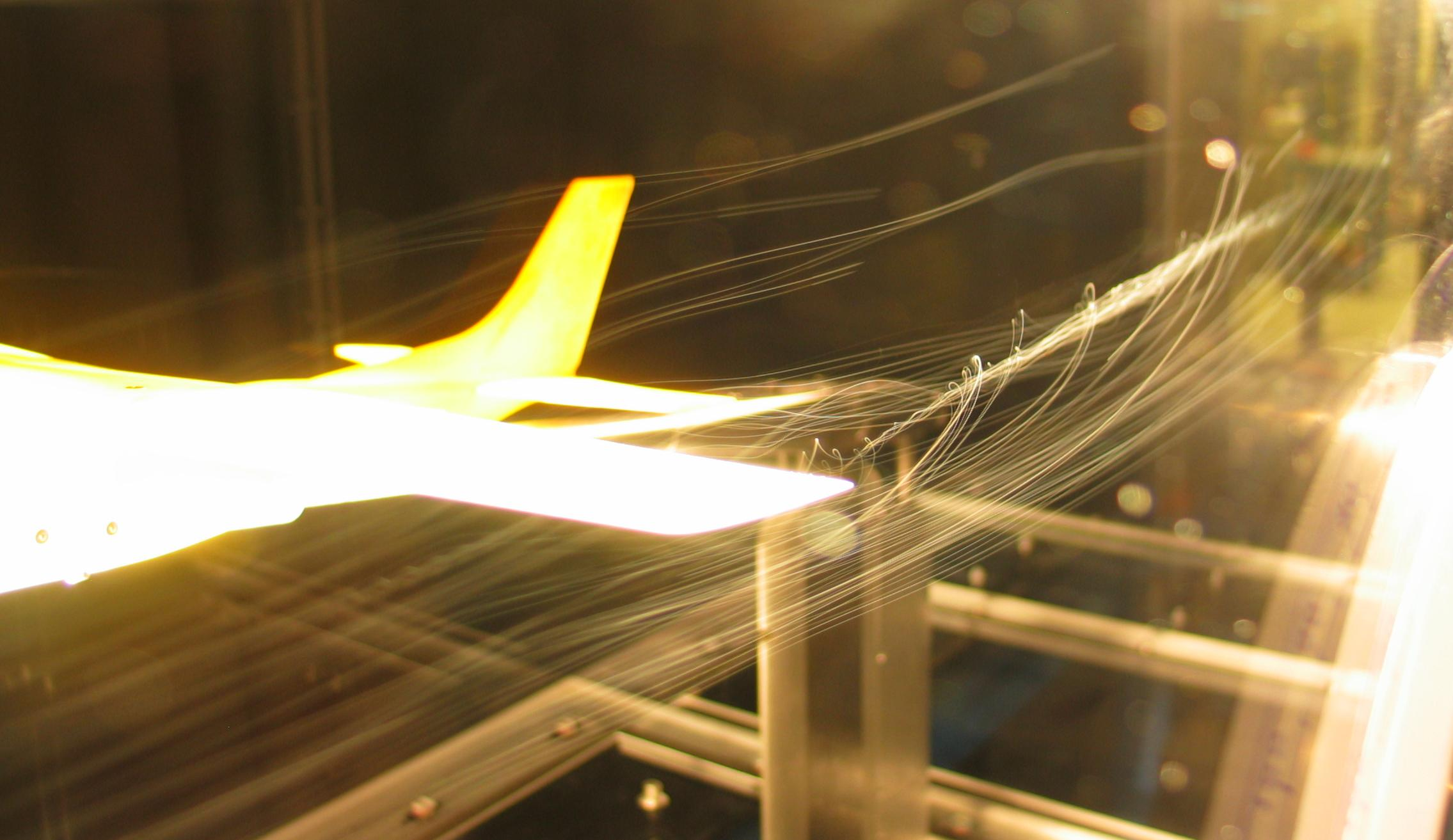
Tourbillon marginal sur un Cessna 182 révélé en soufflerie par le mouvement de bulles de savon gonflées à l'hélium.

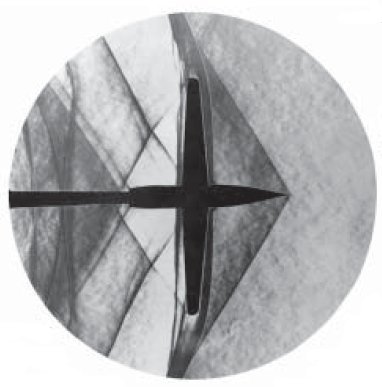
Cône de choc à Mach 1,2 observé par strioscopie.

### Mesures d'efforts
Les souffleries servent essentiellement à mesurer les pressions locales (sur la surface du modèle), les champs de pressions (en aval du modèle), les forces aérodynamiques de portance (verticale et latérale) et de traînée, les moments aérodynamiques sur les trois axes : tangage, roulis, lacet.

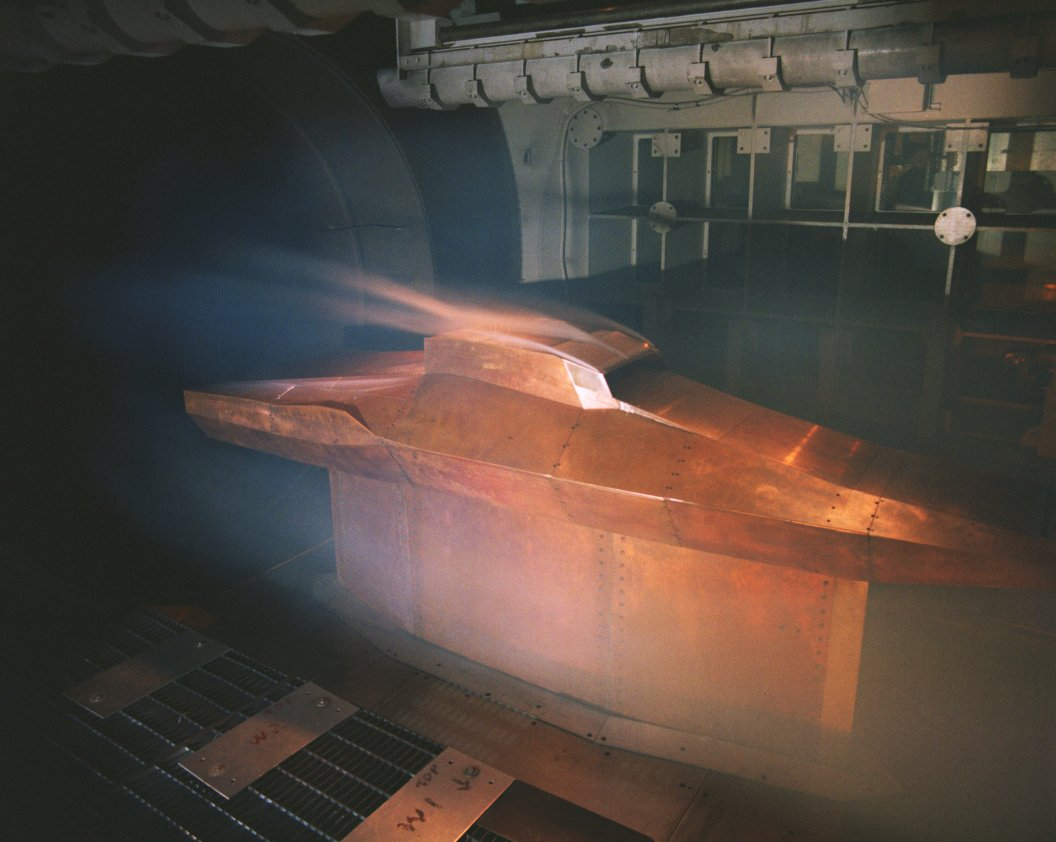
Visualisation d'écoulement en soufflerie.

### Visualisation
L'utilisation de fils souples, de jets d'air colorés ou de produits chimiques sensibles à la nature de l'écoulement permettent de visualiser les lignes d'écoulement et leur nature (attaché, décollé). La strioscopie permet de visualiser les cônes d'ondes de choc en écoulement supersonique.

### Comportement
Le comportement en vol d'un modèle réduit piloté à distance peut être étudié en soufflerie; si le modèle n'est pas propulsé, il peut être testé dans une veine d'air en pente. Quand le modèle est motorisé (par hélice ou par jet d'air comprimé), il peut être testé dans une soufflerie normale.
Il existe des souffleries à axe vertical permettant de tester le comportement des avions en vrille.

### Effets climatiques
Les effets climatiques - vent, pluie et neige - sur les ouvrages de génie civil ou sur des véhicules sont étudiés dans des souffleries climatiques comme la soufflerie Jules-Verne du CSTB se trouvant à Nantes. Ce type de soufflerie permet d'étudier :
- le profil des tabliers de ponts avec leurs superstructures pour éviter le phénomène de résonance vibratoire sous l'effet du vent ;
- l'effet du couplage du vent et de la pluie sur la vibration des haubans des ponts à haubans, ou du couplage entre deux haubans placés l'un à côté de l'autre ;
- les effets d'accumulation de neige sous l'effet du vent sur de grands couvertures ;
- la forme des écrans brise-vent des ponts pour assurer la sécurité des véhicules : trains duplex sur les ponts d'Avignon de la LGV Méditerranée, automobiles sur le viaduc de Millau ;
- la mise au point des normes sur les effets du vent et de la neige (règles Neige et Vent).

## Culture populaire
La grande soufflerie de Chalais-Meudon, voulue par l'ingénieur Ministre Albert Caquot, conçue par L'ingénieur Lapresle et réalisée en béton armé par G Le Marec fut inaugurée en 1935, une des plus puissantes du monde  à l'époque, elle pouvait contenir un avion de chasse monomoteur à l'échelle 1 et le tester avec une vitesse de veine de 180 Km/H.
Devenue obsolète à la fin des années 60 elle fut désaffectée en 1970 après avoir servi à tester certains éléments du Mirage III.
Dernier cri de la technique aéronautique d'avant guerre, elle figure en bonne place dans un album de Bande dessinée de Hergé : Le testament de Mr Pump de la série des Aventures de Jo, Zette et Jocko, on y assiste aux essais aérodynamiques du "Stratonef, avion révolutionnaire pour l'époque (fortement inspiré des avions de vitesse Caudron Renault) supposé capable de rejoindre New-York à plus de 1000 Km/h de vitesse moyenne. L'infortuné singe Jocko, animal de compagnie des deux jeunes héros de l'histoire, qui a eu la malencontreuse idée de grimper sur l'aile avant un essai, y attrape un rhume carabiné.